# Булач (приток Лолога)
Булач — река в России, протекает в Гайнском и Косинском районах Пермского края. Устье реки находится в 43 км по левому берегу реки Лолог. Длина реки составляет 45 км. В 15 км выше устья принимает слева крупный приток Сылчим.
Исток реки в лесах в 9 км к юго-западу от посёлка Гайны. Течёт главным образом на юго-восток, верхнее и среднее течение проходит по Гайнском району, в нижнем течении образует границу Гайнского и Косинского районов. Всё течение идёт по лесному массиву, в среднем течении протекает рядом с деревнями Чажегово и Васькино (Гайнское сельское поселение), других населённых пунктов на берегах нет. Притоки — Песьянка, Сылья, Тимаибка, Крутой Лог (правые); Тетеринка, Сылчим (левые). Впадает в Лолог в 13 км к юго-востоку от посёлка Сергеевский (Иванчинское сельское поселение). Ширина реки у устья около 20 метров.

## Данные водного реестра
По данным государственного водного реестра России относится к Камскому бассейновому округу, водохозяйственный участок реки — Кама от истока до водомерного поста у села Бондюг, речной подбассейн реки — бассейны притоков Камы до впадения Белой. Речной бассейн реки — Кама.
По данным геоинформационной системы водохозяйственного районирования территории РФ, подготовленной Федеральным агентством водных ресурсов:
- Код водного объекта в государственном водном реестре — 10010100112111100003017
- Код по гидрологической изученности (ГИ) — 111100301
- Код бассейна — 10.01.01.001
- Номер тома по ГИ — 11
- Выпуск по ГИ — 1